# 테오도르 뒤레
테오도르 뒤레(Théodore Duret)는 프랑스의 작가, 언론인이자 예술 비평가로, 1838년 1월 20일 생트에서 태어나 1927년 1월 16일 파리에서 사망했다.

## 생애
1838년 1월 20일 생트에서 태어난 테오도르 뒤레는 아버지처럼 코냑 판매업을 하던 대 부르주아였다. 신념을 가진 공화주의자였던 뒤레는 1868년 주간지 <라 트리뷘(La Tribune)>의 창간자이기도 한데, 거기에 에밀 졸라와 쥘 페리가 글을 투고했다.
테오도르 뒤레는 또한 대 수집가이기도 했다. 인상주의 회화로 매우 풍부한 뒤레의 컬렉션은 1894년 3월 팔렸다.
뒤레는 1927년 1월 16일 파리 암스테르담가에 있는 자신의 거처에서 사망했다. 파리 페르라셰즈 공동묘지(65구역)에 묻혔다.